# Alpii Calcaroși

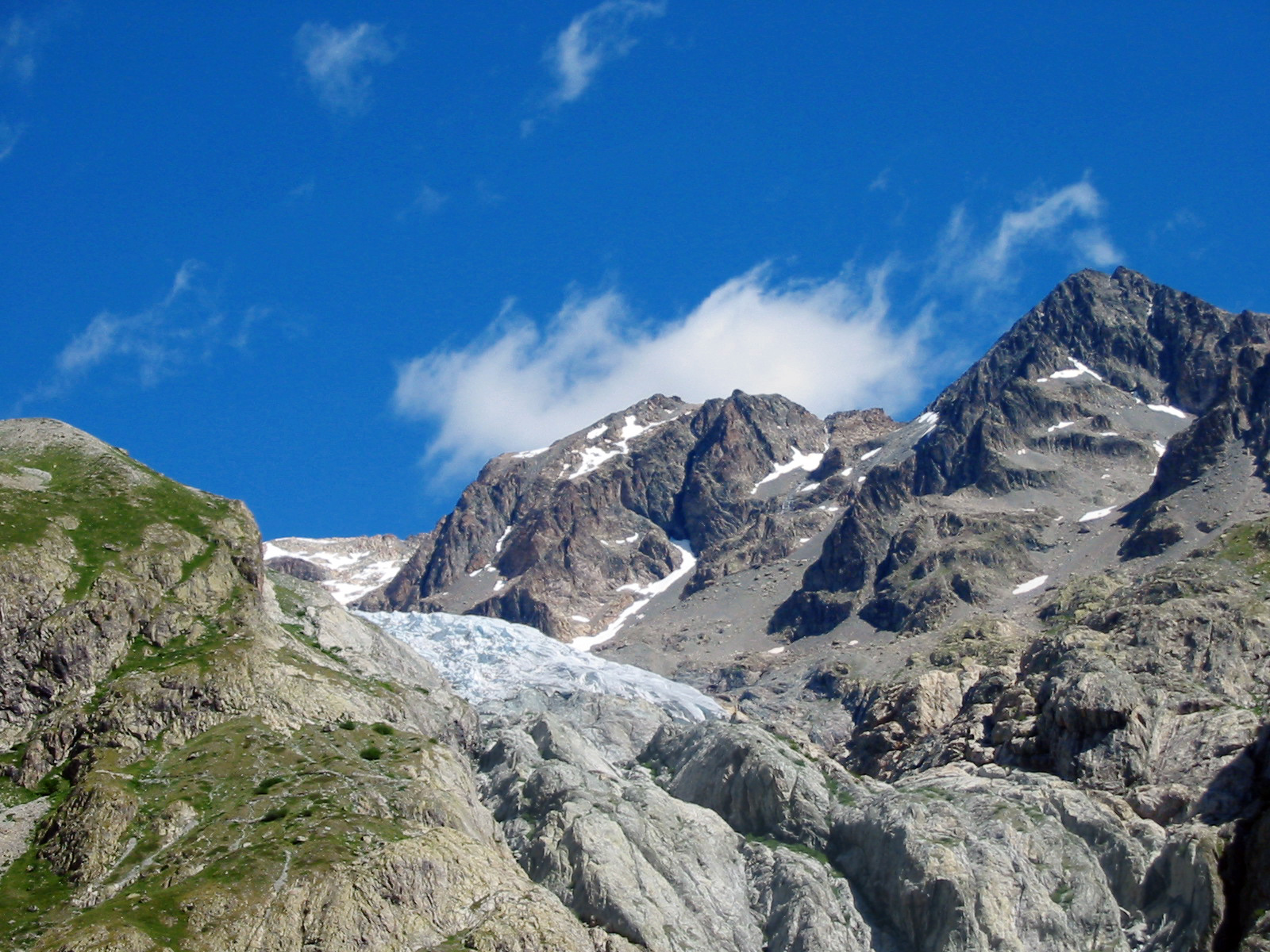
Ghețar în retragere

Alpii Calcaroși sunt situați în zona centrală a alpilor fiind de fapt două masive muntoase Alpii Calcaroși de Sud și Alpii Calcaroși de Nord, de cca. 600 km lungime.
In acești munți se pot întâlni frecvent, fenomene carstice, cu roci porose de culoare deschise, calcare, dolomite sau gresii, pe când în „Alpii Centrali” predomină cristalinul cu gnaisuri, granite sau șisturile (Hohe Tauern).
- Vezi și: Parcul Național Alpii Calcaroși